# Syzygiella pseudoconnexa
Syzygiella pseudoconnexa là một loài Rêu trong họ Jungermanniaceae. Loài này được (Herzog) Inoue mô tả khoa học đầu tiên năm 1965.